# Renata Rochnowska
Renata Maria Rochnowska (Wawrowice; 2 de Fevereiro de 1949 — ) é um político da Polónia. Ela foi eleito para a Sejm em 25 de Setembro de 2005 com 7411 votos em 34 no distrito de Elbląg, candidato pelas listas do partido Samoobrona Rzeczpospolitej Polskiej.
Ele também foi membro da Sejm 2001-2005.